# Neomaso damocles
Neomaso damocles är en spindelart som beskrevs av Miller 2007. Neomaso damocles ingår i släktet Neomaso och familjen täckvävarspindlar. Inga underarter finns listade i Catalogue of Life.